# Hadley (Minnesota)
Hadley – miasto w Stanach Zjednoczonych, w stanie Minnesota, w hrabstwie Murray.